# Ditt uppdrag, Jesus, är förvisst
Ditt uppdrag, Jesus, är förvisst är en psalm med text skriven 1912 av Karl Ludvig Reichelt. Musiken är skriven 1777 i Landshut och 1795 av Michael Haydn. Texten översattes till svenska 2002 av Gunnar Melkstam.

## Publicerad som
- Psalmer och Sånger 1987 som nummer 807 under rubriken "Kyrkan och nådemedlen - Vittnesbörd - tjänst - mission".[1]